# ذا فويس أوف هولندا
ذا فويس أوف هولندا هو برنامج تلفزيوني واقعي هولندي من ابتكار جون دي مول.تم بث الموسم الأول في 2011.

## وصلات خارجية
- ذا فويس أوف هولندا على موقع IMDb (الإنجليزية)
- ذا فويس أوف هولندا على موقع كينوبويسك (الروسية)
- ذا فويس أوف هولندا على موقع قاعدة بيانات الفيلم (الإنجليزية)